# Eugène Laville
Pour les articles homonymes, voir Laville.
Eugène Laville est un peintre français, né à Saverne en 1814 et mort le 6 novembre 1869 dans la même ville.
Il a été le professeur de nombreux peintres alsaciens comme Charles Kreutzberger, Alexis Kreyder et Rosé.

## Biographie
Il a travaillé en Alsace jusqu'en 1857, année où il est parti s'installer à Paris.
En Alsace, il a exécuté de nombreux travaux de décoration, entre autres dans des maisons particulières de Strasbourg pour lesquelles il a collaboré avec M. Haffner et J. Lichtenberger. Il a réalisé de nombreux portraits. Il a participé à l'illustration du livre Esquisses physiologiques de la ville de Strasbourg, pour lequel il a exécuté 30 lithographies avec Jules Vogel. En 1849, il a exécuté les illustrations de Saverne et ses environs.
Plusieurs de ses tableaux et de ses peintures décorent des églises et chapelles d'Alsace. Il a décoré la chapelle du cimetière de Saverne de peintures murales représentant les misères humaines. L'église protestante possédait un tableau représentant le Christ portant la Croix. À l'église d'Herbitzheim, il a peint un Saint-Hubert, un Saint-Augustin et une Sainte-Monique. Pour l'église d'Obermodern, il a peint un Christ prêchant sur la montagne et quatre Évangélistes, à Eckartswiller, une Vierge et l'Enfant et un Saint-Sébastien. À l'église abbatiale d'Ebersmunster, il a restauré, entre 1864 et 1867, trois grands plafonds de la nef représentant la glorification de saint Benoît, une scène de sa vie et le martyre de saint Maurice et de ses compagnons.
Il s'est installé à Paris en 1857 et expose régulièrement au Salon de Paris à partir de cette date. En plus des tableaux et dessins exposés au Salon de Paris, il a réalisé Saint-Quentin et deux anges pour le tympan de l'église collégiale de Saint-Quentin, une décoration pour un hôtel des Champs-Élysées comprenant un grand plafond, deux panneaux et six médaillons.
Il a aussi fourni de nombreux dessins pour des éditeurs de gravures religieuses, pour la revue Le Magasin pittoresque, pour un livre pour enfants comme Abécédaire-joujou pour les petits garçons , des illustrations pour des livres classiques comme Paul et Virginie, les Évangiles, Corinne, les livres de Walter Scott.

## Quelques tableaux
- Un Calabrais à Paris, salon de 1857,
- Chemin du Calvaire, dessin, Salon de 1859,
- Retour du Calvaire, dessin, Salon de 1859,
- Vision de saint Jean : les quatre Cavaliers de l'Apocalypse, dessin, Salon de 1859,
- Mort de saint Joseph, Salon de 1861,
- Deux adolescents du XVe siècle, Salon de 1861,
- Le Christ mort, Salon de 1863,
- Jeune fille, Salon de 1864,
- Le Christ et les petits enfants, Salon de 1865,
- Portrait de Mme L. C..., Salon de 1866,
- Le retour du Calvaire, Salon de 1867,
- Le Matin, Salon de 1868,
- Souvenirs de la grand'mère, Salon de 1868,
- Ecce Homo, Salon de 1869,
- Portrait du général Barral, Salon de 1869.

## Galerie

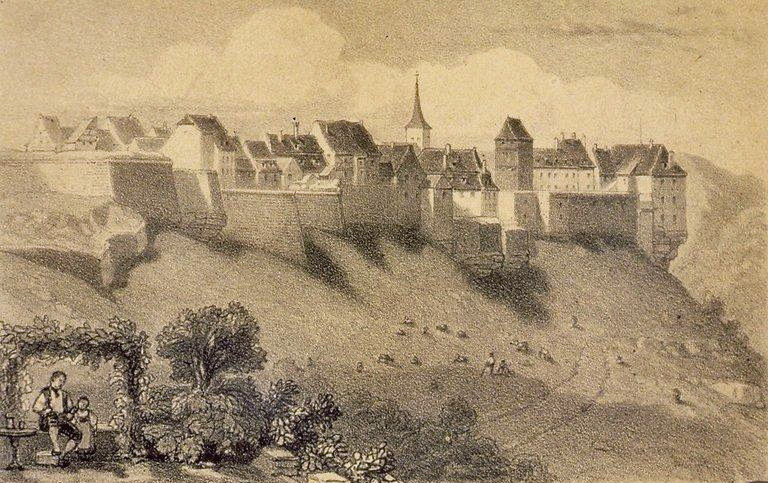
Le fort de La Petite-Pierre (1849)
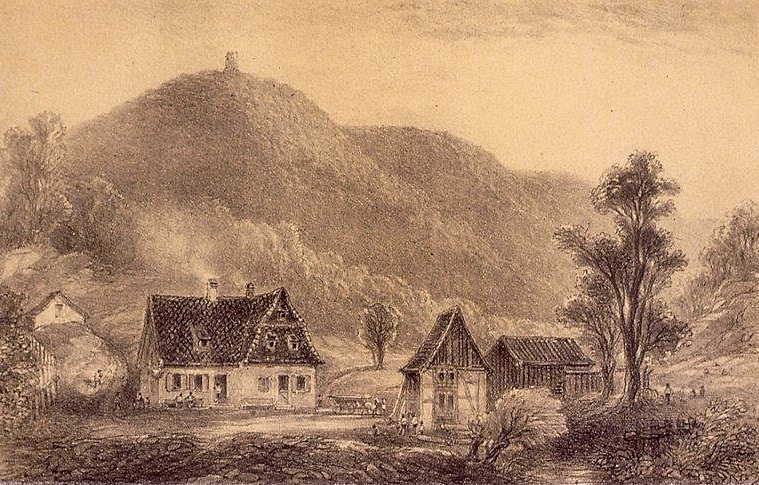
Le Ramsthal et le château de Greifenstein (1849)
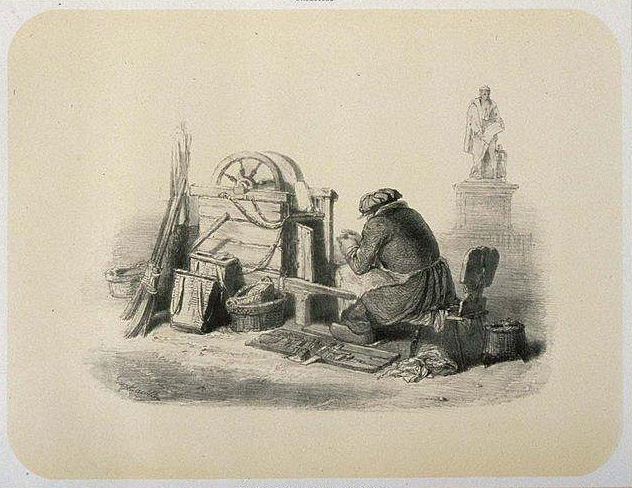
Le Scherrrschliff de la place Gutenberg (1851)
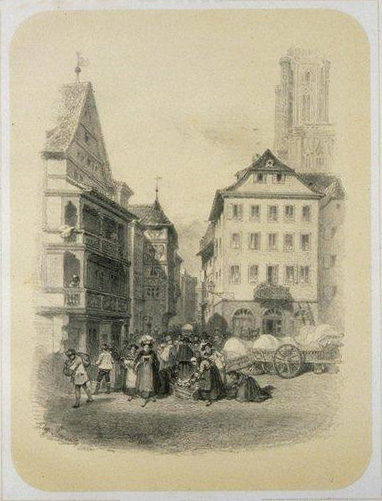
Ferkelmarkt (1851)